# 松井るみ
松井 るみ（まつい るみ、本名：眞野るみ、1961年8月12日 - ）は、日本の舞台美術家。

## 略歴
大阪府出身。多摩美術大学グラフィックデザイン科卒業。劇団四季を経てロンドンへ留学。帰国後、舞台美術家としての活動を開始する
2004年『太平洋序曲』（宮本亜門演出）でブロードウェイデビューし、同作品デザインで第59回トニー賞にノミネート。2007年OISTATより“世界の最も名誉ある舞台デザイナー12人”に選出。『TEA: A Mirror of Soul』（宮本亜門演出）では、サンタフェ・オペラ、フィラデルフィアなどオペラ界においてもアメリカ進出をはたす。
また、2010年6月には『The Fantasticks』（宮本亜門演出）でウエスト・エンドデビューを飾った。近年は、上海公演や、AKB48の5大ドームツアーや国立競技場公演のセットデザインを手がけるなど、活動の場を広げている。これまでに美術を手がけた舞台は400作品以上にのぼる。
読売演劇大賞最優秀スタッフ賞、紀伊国屋演劇賞個人賞、伊藤熹朔賞、菊田一夫演劇賞、紫綬褒章 などを授けられる。
2015年より東京芸術大学の非常勤講師を勤める。

## 作品

### ミュージカル
- 2000年・2002年・2004年 『太平洋序曲』 （宮本亜門演出）
- 2003年・2005年 『星の王子さま』 （白井晃演出）
- 2003年・2005年・2008年 『イーストウィックの魔女たち』 （山田和也演出）
- 2004年 『ユーリンタウン』 （宮本亜門演出）
- 2004年・2005年 『34丁目の奇跡〜Here's Love〜』 （吉川徹演出）
- 2007年・2011年・2013年 『スウィーニー・トッド』 （宮本亜門演出）
- 2008年 『ルドルフ The last kiss』 （宮本亜門演出）
- 2009年 ・2010年『ブラッド・ブラザーズ』 （グレン・ウォルフォード演出）
- 2009年・2012年 『ジェーン・エア』 （ジョン・ケアード演出）
- 2010年 『The Fantasticks』 （宮本亜門演出）
- 2011年 『おもひでぽろぽろ』（栗山民也演出）
- 2011年 『風と共に去りぬ』（山田和也演出）
- 2011年 『ドラキュラ』（吉川徹演出）
- 2011年・2013年『ピアフ』（栗山民也演出）
- 2011年 『GOLD〜カミーユとロダン〜』（白井晃演出）
- 2012年 『ハムレット』（栗山民也演出）
- 2013年 『ロックオペラ　モーツァルト』（フィリップ・マッキンリー演出）
- 2013年 『エニシング・ゴーズ』（山田和也演出）
- 2014年 『アダムス・ファミリー』（白井晃演出）
- 2014年 『虹のプレリュード』（上島雪夫演出）
- 2024年 『ゴースト&レディ』（スコット・シュワルツ演出・劇団四季）

### ストレートプレイ
- 2002年 『エレファントマン』 （宮田慶子演出）
- 2002年 『ピッチフォーク・ディズニー』 （白井晃演出）
- 2003年 『宇宙でいちばん速い時計』 （白井晃演出）
- 2007年 『ヒステリア』 （白井晃演出）
- 2007年・2009年 『国盗人』 （野村萬斎演出）
- 2008年・2009年 ・2010年・2013年『春琴』 （サイモン・マクバーニー演出）
- 2009年 『ピランデッロのヘンリー四世』 （白井晃演出）
- 2009年 『桜姫』 （串田和美演出）
- 2009年 『海を行くもの』 （栗山民也演出）
- 2010年・2013年 『マクベス』 （野村萬斎演出）
- 2010年 『ハーパーリーガン』 （長塚圭史演出）
- 2010年 『ジャンヌダルク』 （白井晃演出）
- 2011年 『トップ・ガールズ』 （鈴木裕美演出）
- 2011年 『雨』 （栗山民也演出）
- 2011年 『クレイジーハニー』 （本谷有希子演出）
- 2011年 『その妹』 （河原雅彦演出）
- 2012年 『桜の園』 （三谷幸喜演出）
- 2012年 『藪原検校』 （栗山民也演出）
- 2012年 『英国王のスピーチ』 （鈴木裕美演出）
- 2012年 『遭難、』 （本谷有希子演出）
- 2013年 『ホロヴィッツとの対話』 （三谷幸喜演出）
- 2013年 『木の上の軍隊』 （栗山民也演出）
- 2013年 『オセロ』 （白井晃演出）
- 2013年 『ドレッサー』 （三谷幸喜演出）
- 2013年 『頭痛肩こり樋口一葉』 （栗山民也演出）
- 2013年 『それからのブンとフン』 （栗山民也演出）
- 2013年 『トゥルー・ウエスト〜本物の西部〜』 （スコット・エリオット演出）
- 2013年 『ロスト・イン・ヨンカーズ』 （三谷幸喜演出）
- 2013年 『ピグマリオン』 （宮田慶子演出）
- 2014年 『真田十勇士』 （堤幸彦演出）

### オペラ
- 2006年・2014年 『ジュニアバタフライ』（島田雅彦演出）
- 2006年・2009年 『愛の白夜』 （白井晃演出）
- 2007年 『ダフネ』 （大島早紀子演出）
- 2007年・2010年・2013年 『TEA: A Mirror of Soul』 （宮本亜門演出）
- 2008年 『トゥーランドット』 （宮本亜門演出）
- 2009年 『La Traviata』 （宮本亜門演出）
- 2010年 『オテロ』 （白井晃演出）
- 2010年 『ファウストの劫罰』 （大島早紀子演出）
- 2013年 『こうもり』 （白井晃演出）
- 2013年 『リア』 （栗山民也演出）
- 2014年 『死の都』 （栗山昌良演出）

### 宝塚歌劇
- 2013年 星組『南太平洋』 （原田諒潤色・演出）
- 2013年 花組『愛と革命の詩－アンドレア・シェニエ－』  （植田景子脚本・演出）
- 2013年 雪組『春雷』  （原田諒脚本・演出）
- 2014年 花組『ノクターン－遠い夏の日の記憶－』  （原田諒脚本・演出）
- 2014年 星組『The Lost Glory－美しき幻影－』  （植田景子作・演出）
- 2014年 宙組『白夜の誓い－グスタフⅢ世、誇り高き王の戦い－』 （原田諒作・演出）
- 2015年 雪組『アル・カポネ－スカーフェイスに秘められた真実－』 （原田諒作・演出）
- 2015年 月組『舞音－MANON－』 （植田景子脚本・演出）
- 2016年 花組『For the people－リンカーン 自由を求めた男－』 （原田諒作・演出）

### コンサート
- 2013年 AKB48 2013真夏のドームツアー 〜まだまだ、やらなきゃいけないことがある〜
- 2014年 AKB48単独&グループ 春コン in 国立競技場〜思い出は全部ここに捨てていけ！〜

## 受賞歴
- 1997年 第25回伊藤熹朔賞新人賞
- 2000年 第8回読売演劇大賞優秀スタッフ賞
- 2001年 ノヴィサド国際芸術祭舞台美術審査員特別賞
- 2002年 紀伊國屋演劇賞個人賞、第10回読売演劇大賞最優秀スタッフ賞、第30回伊藤熹朔賞
- 2005年 第59回トニー賞 Best Scenic Design of a Musicalノミネート
- 2007年 プラハ・カドリエンナーレ2007 “世界の最も名誉ある舞台デザイナー12人”に選出
- 2008年 第15回読売演劇大賞優秀スタッフ賞
- 2012年 第19回読売演劇大賞最優秀スタッフ賞
- 2013年 第38回菊田一夫演劇賞[3]
- 2016年 第23回読売演劇大賞優秀スタッフ賞
- 2019年 紫綬褒章[1][4]
- 2024年 第31回読売演劇大賞最優秀スタッフ賞[5]